# Ligne T2 du tramway de Saint-Étienne
La ligne T2 du tramway de Saint-Étienne  est une ligne de tramway desservant l'agglomération de Saint-Étienne. 
Elle est mise en service le 9 octobre 2006 en tant que ligne 5 puis, le 30 août 2010 elle devient la ligne T2 tandis que sa partie sud est reprise par la nouvelle ligne T3.
Le 16 novembre 2019, elle prend son court tracé actuel de la Cité du Design jusqu'à la gare de Châteaucreux à la suite de la mise en service du nouveau tronçon de la ligne T3, qui reprend aussi la desserte de la Terrasse et de l'hôpital Nord.

## Histoire
Créée le 7 octobre 2006 lors de la mise en service du nouveau tronçon de deux kilomètres entre la place du Peuple et la gare de Saint-Étienne-Châteaucreux, la ligne 5 dessert ce tronçon et complète en même temps la desserte de la ligne 4.
Le 30 août 2010, le réseau de tramway est réorganisé : la ligne 4 devient la ligne T1 tandis que la ligne 5 est scindée en deux avec la partie entre hôpital Nord/Terrasse et Châteaucreux qui prend l'indice T2 (et conserve la couleur jaune) et la partie sud entre Bellevue et Châteaucreux reprise par une nouvelle ligne, la ligne T3 (couleur verte).
Le 16 novembre 2019, la ligne est raccourcie à Cité du Design à la suite de la mise en service du nouveau tronçon de la ligne T3 entre Châteaucreux et Bergson, cette dernière reprenant la desserte de la Terrasse et de l'hôpital Nord. Depuis cette date, seules les CAF Urbos assurent le service, le terminus de Cité du Design ne possédant pas de boucle de retournement mais un tiroir.

## Tracé et stations

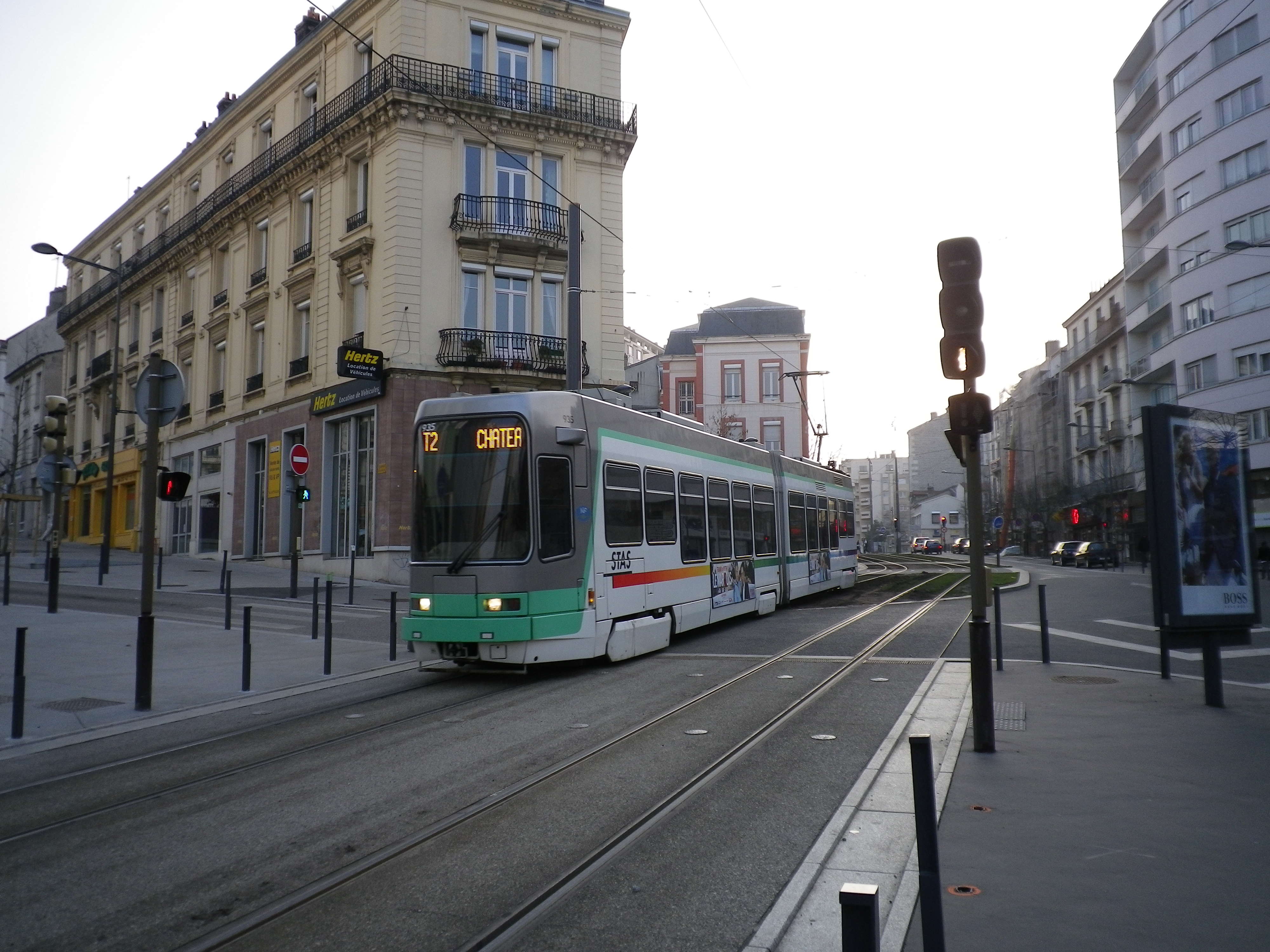
Rame 935 près de la station Dalgabio.

### Tracé
Le tracé actuel naît de la gare de Saint-Étienne-Châteaucreux où elle dessert la station Châteaucreux en tronc commun avec la ligne T3. Elle s'engage ensuite sur le cours Antoine Guichard en passant devant le siège du groupe Casino. Vient ensuite un virage pour récupérer le Boulevard Pierre-Antoine et Jean-Michel Dalgabio et desservir la station Dalgabio, de l'autre côté du siège de la firme stéphanoise. Son tracé se poursuit le long de la Cité Gruner (où se trouve notamment le siège de Saint-Étienne Métropole), le Boulevard Dalgabio devient ensuite Avenue Denfert-Rochereau qui débouche sur la Place Fourneyron où se trouve la station Fourneyron. La ligne continue Avenue de la Libération entourée de grands immeubles haussmanniens et va desservir la station Jean Moulin située aux abords de la place du même nom, à côté du Lycée Claude-Fauriel et de l'office de tourisme de Saint-Étienne Métropole, en continuant sur cette avenue elle va desservir la station Peuple-Libération (uniquement dans le sens Cité du Design), située aux abords de la célèbre place du Peuple où se croisent les trois lignes de tramway. Dans le sens Châteaucreux, la ligne dessert également la station Square Violette, située entre la place du Peuple et la place Jean Moulin, au pied de la grande poste. Passée la place du Peuple, la ligne s'engage dans la très étroite et commerçante rue du Général Foy où se trouve notamment la station Peuple-Foy desservie dans le sens Châteaucreux et où elle rejoint le tronc commun avec la ligne T1. Cette rue débouche ensuite sur la place de l'hôtel de ville afin de desservir la station du même nom. La ligne poursuit son chemin rue du Président-Wilson qui devient place Jean Jaurès où se trouve la station du même nom. En continuant vers le nord sur la rue Charles de Gaulle, elle va desservir les arrêts Grand Gonnet puis Place Carnot, située sur la place du même nom. Enfin, la ligne continue vers le nord, rue Bergson, et va desservir son terminus Cité du Design, au niveau de la Cité du Design (ancienne manufacture d'armes de Saint-Étienne).
Le terminus de Châteaucreux est en boucle et le terminus de la Cité du Design est sous forme de tiroir.

### Liste des stations
|  |   |   |   |  | Station           | Lat/Long                    | Commune       | Correspondance(s)                                                                                |
|  | - | - | - |  | ----------------- | --------------------------- | ------------- | ------------------------------------------------------------------------------------------------ |
|  |   | ■ |   |  | Cité du Design    | 45° 27′ 01″ N, 4° 23′ 03″ E | Saint-Étienne | T1 N1                                                                                            |
|  |   | • |   |  | Place Carnot      | 45° 26′ 51″ N, 4° 23′ 05″ E | Saint-Étienne | T1 M9 10 12 21 S9 N1 Cars Région L11 L13 TER Auvergne-Rhône-Alpes                                |
|  |   | • |   |  | Grand Gonnet      | 45° 26′ 40″ N, 4° 23′ 09″ E | Saint-Étienne | T1 10 12 S9 N1                                                                                   |
|  |   | • |   |  | Place Jean Jaurès | 45° 26′ 30″ N, 4° 23′ 11″ E | Saint-Étienne | T1 10 12 S9 N1                                                                                   |
|  |   | • |   |  | Hôtel de ville    | 45° 26′ 19″ N, 4° 23′ 14″ E | Saint-Étienne | T1 M2 M3 M7 12 13 16 21 24 S3 S7 N1 N2                                                           |
|  | ↓ |   |   |  | Peuple Foy        | 45° 26′ 13″ N, 4° 23′ 16″ E | Saint-Étienne | T1 N2                                                                                            |
|  |   |   | ↑ |  | Peuple Libération | 45° 26′ 12″ N, 4° 23′ 19″ E | Saint-Étienne | T3 N2                                                                                            |
|  | ↓ |   |   |  | Square Violette   | 45° 26′ 14″ N, 4° 23′ 25″ E | Saint-Étienne | T3 M5 15 16                                                                                      |
|  |   | • |   |  | Jean Moulin       | 45° 26′ 15″ N, 4° 23′ 35″ E | Saint-Étienne | T3 M2 M3 M5 M6 M7 12 13 15 16 S3 S6                                                              |
|  |   | • |   |  | Fourneyron        | 45° 26′ 23″ N, 4° 23′ 46″ E | Saint-Étienne | T3 M3 M5 12 15 16 21 S3 N1                                                                       |
|  |   | • |   |  | Dalgabio          | 45° 26′ 28″ N, 4° 24′ 04″ E | Saint-Étienne | T3                                                                                               |
|  |   | ■ |   |  | Châteaucreux Gare | 45° 26′ 34″ N, 4° 23′ 59″ E | Saint-Étienne | T3 M3 M4 M5 12 14 15 16 29 83 S3 N1 Cars Région L11 L13 H30 H37 X18 P+R TER Auvergne-Rhône-Alpes |

### Ateliers
Toutes les rames sont remisées au dépôt Transpôle, siège social de la STAS et dépôt principal (9 ha).

## Exploitation de la ligne

### Temps de parcours et fréquences
La ligne relie la Cité du Design à Châteaucreux en 14 minutes. 
La ligne fonctionne du lundi au vendredi de 4 h 55 à 23 h 30 environ, à raison d'un tramway toutes les 10 minutes en journée (15 minutes durant les vacances scolaires) entre 7 h et 19 h et toutes les 20 à 30 minutes en début et fin de service. La ligne fonctionne le samedi de 4 h 55 à 23 h 30 environ, à raison d'un tramway toutes les 15 minutes entre 7 h et 19 h et toutes les 20 à 30 minutes en début et fin de service. La ligne fonctionne les dimanches et jours fériés de 5 h 40 à 23 h 30 environ, à raison d'un tramway toutes les 30 minutes.

### Matériel roulant
La ligne est exploitée uniquement par des rames CAF Urbos 3 depuis la restructuration de 2019, le terminus Cité du design n'étant pas équipé de boucle de retournement, nécessaire aux rames Alsthom monodirectionnelles.

### Tarification et financement
La tarification des lignes est identique et unique sur tout le réseau de la STAS, et est accessible avec l'ensemble des tickets et abonnements existants. Un ticket 1 h 30 permet un trajet simple quelle que soit la distance, avec une ou plusieurs correspondances possibles avec les autres lignes de bus et de tramway pendant une durée maximale de 1 h 30 entre la première validation et la fin du voyage. Le financement du fonctionnement des lignes (entretien, matériel et charges de personnel) est assuré par le délégataire Transdev Saint-Étienne.